# Tournoi des candidates

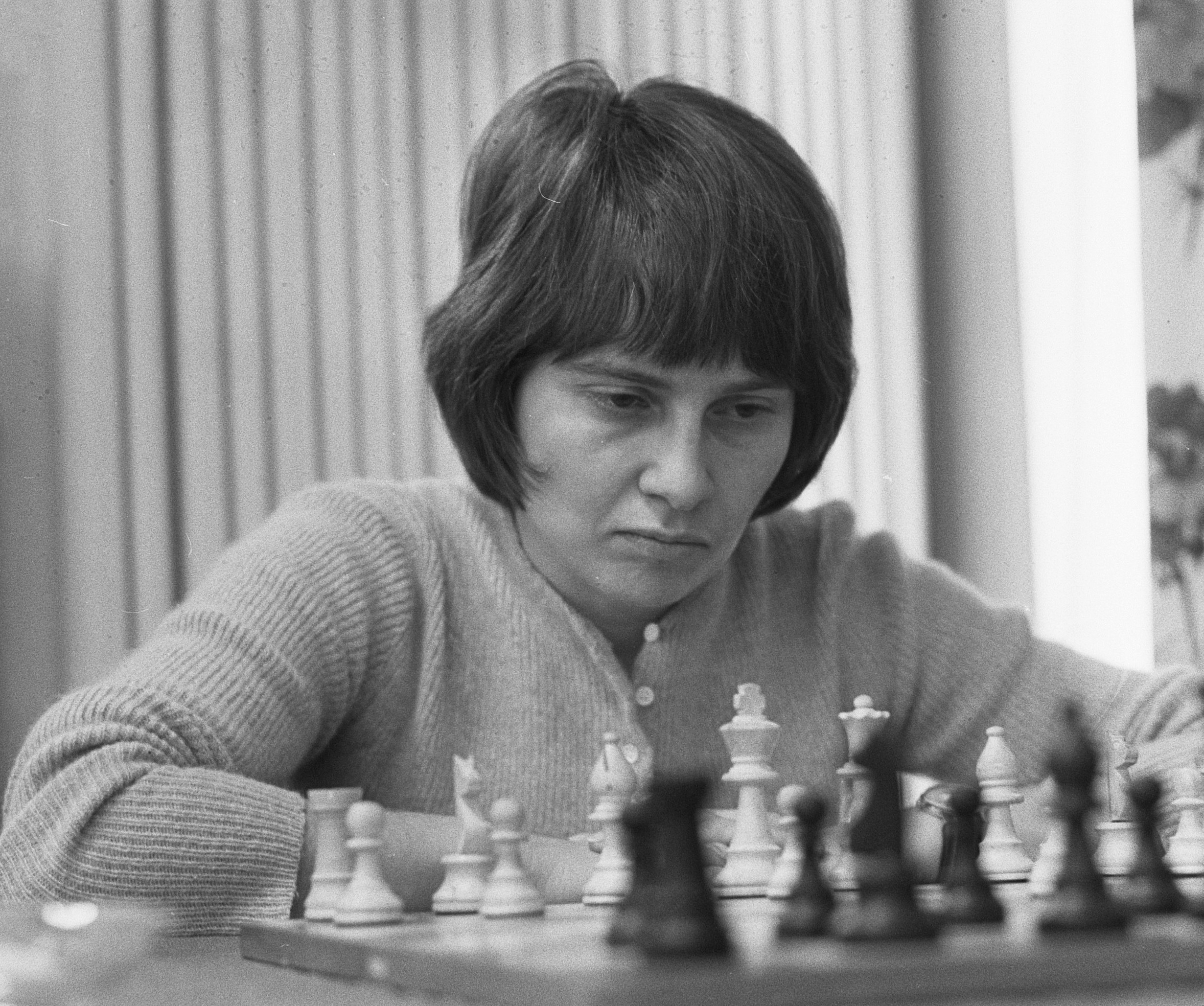
Alla Kouchnir en 1973

Au jeu d'échecs, le tournoi des candidates est l'étape finale de la sélection de la challenger pour le championnat du monde d'échecs féminin.

## Liste des vainqueurs des cycles des candidates (tournois et matchs)
- Elisabeth Bykova remporte le tournoi en 1952.
- Olga Roubtsova remporte le tournoi en  1955.
- Kira Zvorykina remporte le tournoi en 1959.
- Nona Gaprindachvili remporte le tournoi en 1961.
- Alla Kouchnir remporte trois cycles des candidates consécutifs : deux tournois (en 1964 et 1967) et les matchs des candidates en 1971.
- Nana Alexandria est vainqueur de deux cycles : en 1974-1975 et 1980-1981 (matchs des candidates).
- Maïa Tchibourdanidzé remporte les matchs en 1977-1978, le tournoi des candidates de 1994 (ex æquo avec Susan Polgar) et perd le match contre Susan Polgar en 1995.
- Irina Levitina remporte les matchs en 1983-1984.
- Elena Akhmilovskaïa gagne le tournoi en 1986.
- Nana Iosseliani est vainqueur en 1988 (tournoi), première-deuxième ex æquo en 1992 (tournoi) et remporte le match contre S. Polgar en 1993 après tirage au sort.
- Xie Jun remporte le tournoi en 1990 grâce à un meilleur départage.
- Susan Polgar :
  - termine première du tournoi des candidates en 1992 grâce à un meilleur départage, puis annule le match avec la deuxième (Nana Iosseliani) en 1993 (Iosseliani est déclarée challenger du championnat du monde après un tirage au sort) ;
  - est vainqueur du tournoi des candidates en 1994, ex æquo avec Maïa Tchibourdanidzé, puis remporte le match pour la première place en 1995.
- Alissa Galliamova remporte un tournoi en 1997 puis dispute le match de championnat du monde contre la deuxième, Xie Jun, après le forfait de Susan Polgar.
- Aleksandra Goriatchkina remporte le tournoi des candidates de 2019.
- Lei Tingjie remporte les matchs des candidates en 2022-2023.

## Palmarès des tournois des candidates

### Tournois des candidates de 1952 à 1967
| Année | Lieu           | Première            | Deuxième(s)                                       | Troisième(s)                                              | Notes                                                                                        | Nombre de joueuses |
| ----- | -------------- | ------------------- | ------------------------------------------------- | --------------------------------------------------------- | -------------------------------------------------------------------------------------------- | ------------------ |
| 1952  | Moscou         | Elisabeth Bykova    | Fenny Heemskerk Olga Ignatieva                    |                                                           | 4e-6e : Valentina Belova ; Edith Keller-Herrmann ; Kira Zvorykina                            | 16                 |
| 1955  | Moscou         | Olga Roubtsova      | Larissa Volpert                                   | Edith Keller-Herrmann                                     | 4e : Kira Zvorykina 5e : Valentina Borissenko 6e : Verica Nedeljković 7e : Milunka Lazarević | 20                 |
| 1959  | Plovdiv        | Kira Zvorykina      | Verica Nedeljković                                | Larissa Volpert                                           | 4e-5e : Salme Rootare Edith Keller-Herrmann 6e : Milunka Lazarević                           | 15                 |
| 1961  | Vrnjačka Banja | Nona Gaprindashvili | Valentina Borissenko                              | Kira Zvorykina                                            | 4e-6e : Verica Nedeljković ; Milunka Lazarević Tatiana Zatoulovskaïa                         | 17                 |
| 1964  | Soukhoumi      | Alla Kouchnir       | Milunka Lazarević Tatiana Zatoulovskaïa (ex æquo) | Kouchnir vainqueur après un tournoi de départage à trois. | 4e-5e : Kira Zvorykina et Katarina Jovanović ; 6e : Maaja Ranniku                            | 18                 |
| 1967  | Subotica       | Alla Kouchnir       | Valentina Kozlovskaïa Tatiana Zatoulovskaïa       |                                                           | 4e : Tereza Štadler ; 5e : Aleksandra Kislova ; 6e : Verica Nedeljković                      | 18                 |

### Matchs des candidates de 1971 à 1984
| Année(s)  | Lieu de la finale | Vainqueur            | Marque    | Finaliste       | Demi-finalistes                         | Éliminées en quarts de finale                                              | Joueuses |
| --------- | ----------------- | -------------------- | --------- | --------------- | --------------------------------------- | -------------------------------------------------------------------------- | -------- |
| 1971      | Kislovodsk        | Alla Kouchnir        | 6,5 - 2,5 | Nana Alexandria | Tatiana Zatoulovskaïa Milunka Lazarević | -                                                                          | 4        |
| 1974-1975 | Moscou            | Nana Alexandria      | 9 - 8     | Irina Levitina  | Marta Shul Valentina Kozlovskaïa        | -                                                                          | 4        |
| 1977-1978 | Bad Kissingen     | Maïa Tchibourdanidzé | 7,5 - 6,5 | Alla Kouchnir   | Elena Akhmilovskaïa Elena Fatalibekova  | Nana Alexandria, Tatjana Lematschko, Irina Levitina, Valentina Kozlovskaïa | 8        |
| 1980-1981 | Tbilissi          | Nana Alexandria      | 6,5 - 2,5 | Nana Iosseliani | Marta Litinska Nona Gaprindashvili      | Elena Akhmilovskaïa Gisela Fischdick Zsuzsa Verőci Nino Gurieli            | 8        |
| 1983-1984 | Sotchi            | Irina Levitina       | 7 - 5     | Lidia Semenova  | Nona Alexandria Nana Iosseliani         | Nona Gaprindachvili Tatjana Lematschko Margareta Mureșan Liu Shilan        | 8        |

### Tournois des candidates de 1986 à 1997
| Année | Lieu              | Première               | Deuxième                           | Troisième(s)                                                                                            | Notes | Nombre de joueuses |
| ----- | ----------------- | ---------------------- | ---------------------------------- | --- | --- | ------------------ |
| 1986  | Malmö             | Elena Akhmilovskaïa    | Nana Alexandria                    | Marta Litinska                                                                                          | 4e-5e : Pia Cramling et Lidia Semenova                                                                                     | 8                  |
| 1988  | Tskhaltubo        | Nana Iosseliani        | Elena Akhmilovskaïa                | Marta Litinska Irina Levitina                                                                           | 5e : Nana Alexandria | 8                  |
| 1990  | Bordjomi          | Xie Jun (au départage) | Alisa Marić (ex æquo avec Xie Jun) | Alissa Galliamova Nana Iosseliani                                                                       | 5e : Nona Gaprindachvili                                                                                                   | 8                  |
| 1992  | Shanghai          | Zsuzsa Polgár          | Nana Iosseliani (2e au départage)  | Maïa Thibourdanidzé (ex æquo avec Iosseliani)                                                           | 4e-5e : Alisa Marić Qin KanyingNana Iosseliani bat Susan Polgar en match.                                                  | 9                  |
| 1993  | Monaco            | Nana Iosseliani        | Zsuzsa Polgár                      | Égalité (6 - 6), Iosseliani gagne le tirage au sort organisé pour décider la vainqueur du match.        | Égalité (6 - 6), Iosseliani gagne le tirage au sort organisé pour décider la vainqueur du match.                           | 2                  |
| 1994  | Tilbourg          | Zsuzsa Polgár          | Maïa Thibourdanidzé                | Pia Cramling                                                                                            | 4e-5e : Alisa Marić et Alissa GalliamovaSusan Polgar affronte Tchibourdanidé en match.                                     | 9                  |
| 1995  | Saint-Pétersbourg | Zsuzsa Polgar          | Maïa Tchibourdanidzé               | Match entre les deux premières du tournoi des candidates de 1994. Victoire de Zsuzsa Polgar (5,5 - 1,5) | Match entre les deux premières du tournoi des candidates de 1994. Victoire de Zsuzsa Polgar (5,5 - 1,5)                    | 2                  |
| 1997  | Groningue         | Alissa Galliamova      | Xie Jun                            | Nana Iosseliani Maïa Tchibourdanidzé                                                                    | 5e-7e : Alisa Marić, Peng Zhaoqin et Ketevan Arakhamia-Grant.Xie Jun bat Galliamova en match pour le championnat du monde. | 10                 |

### Matchs des candidates (2022-2023)
| Année(s)  | Lieu de la finale | Vainqueur   | Marque  | Finaliste   | Demi-finalistes                          | Éliminées en quarts de finale                                       | Joueuses |
| --------- | ----------------- | ----------- | ------- | ----------- | ---------------------------------------- | ------------------------------------------------------------------- | -------- |
| 2022-2023 | Chongqing         | Lei Tingjie | 3,5-1,5 | Tan Zhongyi | Anna Mouzytchouk Aleksandra Goriatchkina | Humpy Koneru Mariya Mouzytchouk Alexandra Kosteniouk Kateryna Lagno | 8        |

### Tournois des candidates en 2019 et 2024
| Année | Lieu    | Première                | Deuxième(s)                                  | Troisième(s)               | Notes                                                     | Nombre de joueuses |
| ----- | ------- | ----------------------- | -------------------------------------------- | -------------------------- | --------------------------------------------------------- | ------------------ |
| 2019  | Kazan   | Aleksandra Goriatchkina | Anna Mouzytchouk                             | Tan Zhongyi Kateryna Lagno | Goriatchkina est challenger du championnat du monde 2020. | 8                  |
| 2024  | Toronto | Tan Zhongyi             | Humpy Koneru Lei Tingjie Rameshbabu Vaishali |                            | 5e : Aleksandra Goriatchkina                              | 8                  |